# Vanxay Sinebandith
Vanxay Sinebandith (ur. 15 czerwca 1969) – laotański lekkoatleta, olimpijczyk.
Wystąpił na Letnich Igrzyskach Olimpijskich 1992. Pojawił się na starcie drugiego biegu eliminacyjnego w wyścigu na 400 metrów. Z wynikiem 51,71 s uplasował się na ostatnim ósmym miejscu. Był to także najsłabszy rezultat eliminacji (startowało 68 zawodników).
Pojawił się również na starcie podczas mistrzostw świata w 1995 roku, startując w eliminacjach biegu na 800 metrów. Podobnie jak na igrzyskach odpadł w eliminacjach, uzyskując najsłabszy wynik w całej stawce (2:00,25).
Rekordy życiowe: 
- bieg na 400 metrów – 50,18 (1994, Hiroszima; były rekord Laosu),
- bieg na 800 metrów – 2:00,25 (1995, Göteborg).